# Vegas de la Soledad y Soledad Dos
Vegas de la Soledad y Soledad Dos är en ort i Mexiko.   Den ligger i kommunen Álamo Temapache och delstaten Veracruz, i den sydöstra delen av landet, 220 km nordost om huvudstaden Mexico City. Vegas de la Soledad y Soledad Dos ligger 51 meter över havet och antalet invånare är 1 258.
Terrängen runt Vegas de la Soledad y Soledad Dos är platt åt nordväst, men åt sydost är den kuperad. Runt Vegas de la Soledad y Soledad Dos är det ganska tätbefolkat, med 62 invånare per kvadratkilometer. Närmaste större samhälle är Álamo, 16,7 km öster om Vegas de la Soledad y Soledad Dos. Trakten runt Vegas de la Soledad y Soledad Dos består till största delen av jordbruksmark.